# حمید آرش‌آزاد
حمید آرش‌آزاد (۴ دی ۱۳۲۷–۲۳ مرداد ۱۳۸۹) شاعر، نویسنده و طنزپرداز ترک‌زبان ایرانی و از پیشکسوتان مطبوعات و طنز ایران بود. وی در حدود ۴۰ سال سابقهٔ فعالیت در مطبوعات استان آذربایجان شرقی را داشته است.

## زندگی‌نامه
آرش‌آزاد در کوچه باغ دربندی، محله کوره باشی تبریز به دنیا آمد و در تبریز نیز درگذشت. وی فعالیت جدی روزنامه‌نگاری خویش را با روزنامه فروغ آذربایجان در سال ۱۳۶۹ شروع کرد. حمید آرش‌آزاد از سال ۱۳۷۹ تا هنگام فوت با روزنامه امین همکاری داشت.
آرش‌آزاد از سال ۱۳۷۴ همکاری خود با «مؤسسه گل آقا» را آغاز کرد و آثار طنزآمیز خود را در قالب شعر و نثر، در هفته‌نامه و ماهنامهٔ «گل آقا» و نیز «بچه‌ها… گل آقا» به چاپ رسانده‌است. و آثار طنزآمیزش با نام‌های چون: «گول اوْغلان»، «قزلباش»، «طوطی بالاسی»، «بچه طوطی»، «بیگلر بیگی»، «وروجک تبریزی»، «لک لک کوتوله»، «خان‌دایی»، «کوره‌باشی اوشاغی»، «آراز» و غیره به چاپ رسیده‌است. در ضمن، او نخستین کسی بود که شعرهای طنزآمیز به زبان ترکی را در «هفته‌نامهٔ گل آقا» به چاپ رساند.
وی با ویژه نامه طنز روزنامه اعتماد نیز همکاری داشت. آرش‌آزاد از سوی دبیرخانهٔ پنجمین دورهٔ جشنواره «آنامین یایلیغی» حمید آرش‌آزاد به‌عنوان دومین طنزنویس برتر ۹۰ سال اخیر برترین‌های فرهنگی ـ ادبی منطقهٔ آذربایجان انتخاب شد.
آخرین کتاب آرش‌آزاد تحت عنوان «اوخو آت یایین گیزلت!» در سال ۱۳۹۰ به چاپ رسید.